# (4602) Heudier
(4602) Heudier (1986 UD3) – planetoida z pasa głównego asteroid okrążająca Słońce w ciągu 4,25 lat w średniej odległości 2,62 j.a. Odkryta 28 października 1986 roku.